# 额骨阿宝
“额骨阿宝”，中国云南红河之源的别称，为当地彝语，意为“弯弯曲曲的一条水的父亲”。1999年4月24日被徒步全境云南六大水系干流全程及其流域大部的柴枫子所发现，并建立了红河源碑。神奇的是，当地住民（彝族）之前并不知道那是云南六大水系之一的红河的源头，但是祖祖辈辈，千百年来，他们一直把它叫作“额骨阿宝”。